# Kevin Eastman
Kevin Eastman (Springvale, 30 maggio 1962) è un fumettista e editore statunitense conosciuto per essere il creatore, insieme a Peter Laird, delle Tartarughe Ninja. Egli è anche proprietario, redattore ed editore della rivista Heavy Metal.